# Ligocatinus borellii
Ligocatinus borellii är en insektsart som först beskrevs av Giglio-tos 1897.  Ligocatinus borellii ingår i släktet Ligocatinus och familjen vårtbitare. Inga underarter finns listade i Catalogue of Life.